# سقف شیروانی

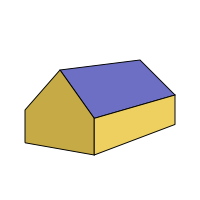
سقف شیرانی

سقف شیروانی سقفی است که از دو بخش تشکیل شده است که لبه‌های افقی بالایی آنها به هم می‌رسند و خط الراس آن را تشکیل می‌دهند. این سقف که رایج‌ترین شکل سقف در آب و هوای سرد یا معتدل است، از تیرهای عرضی، خرپاهای سقف یا تیرهای سقف ساخته می‌شود. شیب سقف شیروانی می‌تواند بسیار متفاوت باشد.